# M249
M249 (celým názvem M249 SAW, Squad Automatic Weapon, automatická zbraň družstva) je americká verze lehkého kulometu FN MINIMI, vyráběná belgickou firmou FN Herstal. Zbraň M249 je pro Ozbrojené síly Spojených států amerických vyráběna v Jižní Karolíně. Americká armáda začala používat M249 v roce 1984, kdy byla z několika dalších zbraní shledána jako nejefektivnější a nejvíce vyhovující zbraní pro účely americké armády. Proto od roku 1984 je používána pěšími jednotkami v kombinaci s útočnými puškami M16.

## Popis
M249 používá munici ráže 5,56 mm. Je automatická s možností přepnutí na režim dávek, nelze ovšem z této zbraně střílet jednotlivými ranami. Standardní kadence je 750 nábojů za minutu a maximální kadence zbraně je 1000 nábojů za minutu. Ovšem kvůli takto značně vysoké kadenci se zbraň vychyluje ze směru střelby a při maximální kadenci je velmi nepřesná. M249 se standardně nabíjí schránkovým zásobníkem s kapacitou 200 či 250 nábojů[zdroj⁠?!] anebo pásem s kapacitou 200 a více nábojů. Na tyto typy zásobníků je situován otvor na spodku zbraně. Také se ovšem dá nabíjet 20 i 30rannými zásobníky ze zbraní M4, M16 nebo AR-15. Pro použití těchto zásobníků není potřeba na zbraní provádět jakékoliv úpravy, jelikož vstup na zásobníky tohoto typu je situován na pravé straně zbraně. Ve zbrani ovšem nemohou být založeny oba druhy zásobníků současně. Na M249 také může být namontována trojnožky, díky které je střelba přesnější.

## Vývoj
V roce 1965 americká armáda primárně používala kulomety M2 Browning a M60. M2 Browning je velkorážný kulomet, zpravidla namontovaný na vozidlech. M60 byla daleko více mobilní než M2 Browning a proto tuto zbraň používaly pěchotní jednotky stejně jako se dnes používá M249. S M60 se však pěchotním jednotkám špatně manipulovalo kvůli její vysoké váze a velikosti. Proto se armáda rozhodla, že je potřeba zbraň, která bude lehčí než M60 a zároveň bude mít větší palebnou sílu než útočná puška M16. Nejslibnějším návrhem na požadovanou zbraň byla právě M249 od firmy FN Herstal. Mezi její podstatné výhody patřila nespecifikovaná ráže,[ujasnit] přijatelná hmotnost a snadná manipulace.

## Historie

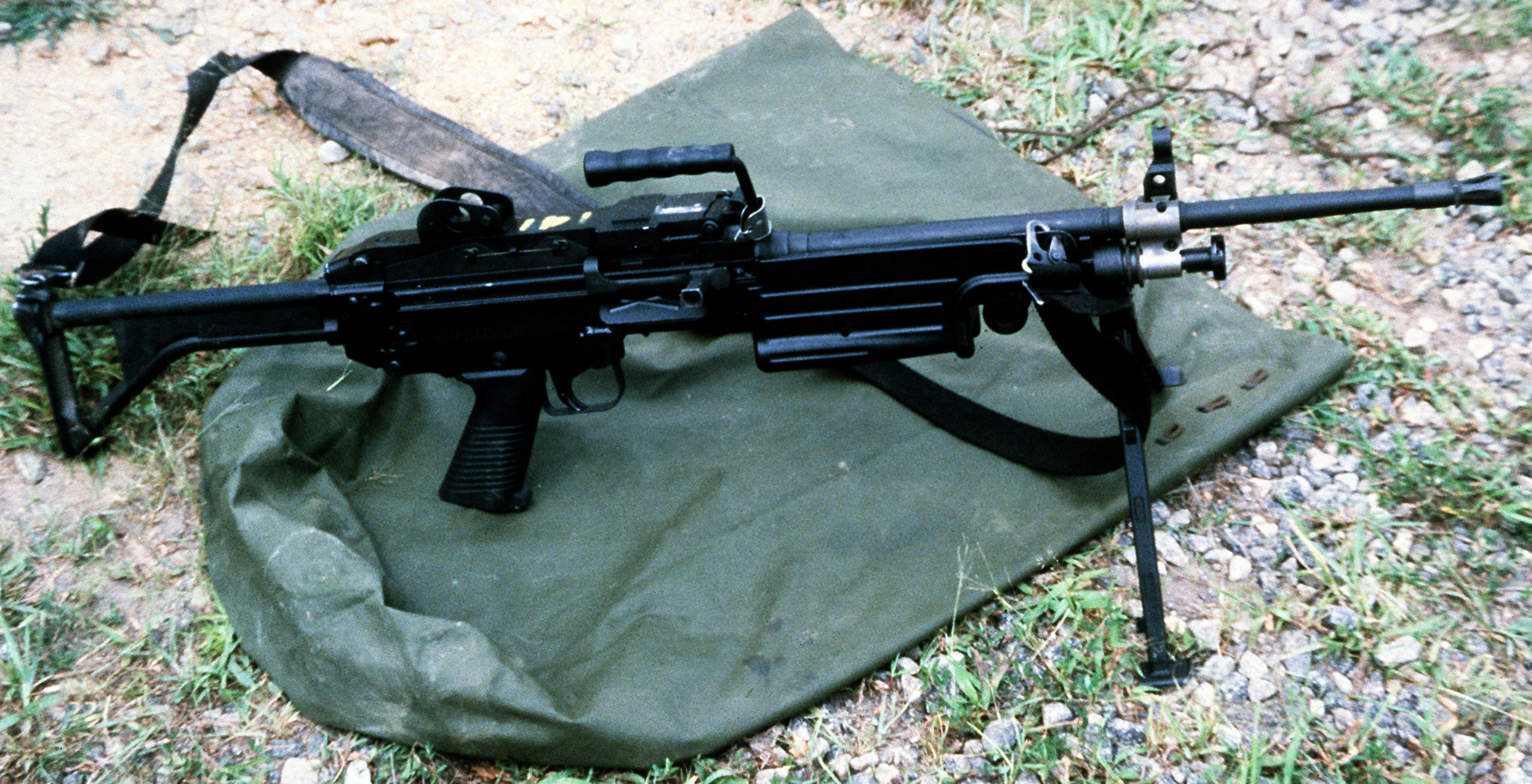
Standardní M249

První velké využití M249 bylo v roce 1991 při válce v Perském zálivu. Zde bylo využito 929 těchto zbraní a byly zpravidla využívané staticky jako krycí palba pro přesun jednotek. Také zde bylo mnoho stížností na funkčnost v pouštním prostředí. Přes vzniklé problémy se však zbraň osvědčila a tak se dočkala dalšího velkého využití v Afghánistánu, kde téměř každá standardní americká jednotka byla vybavena 1-2 kusy M249. V roce 2003, kdy vypukla válka v Iráku, se zbraň v modifikované verzi M249 PIP a M249 Paratrooper opět použila během samotné invaze. Během války se také používaly klasické M249, ale vzhledem k jejich stáří již nebyly příliš spolehlivé. V současné době je M249 a její modifikované verze ve výzbroji většiny států NATO, včetně České republiky.[zdroj⁠?!]

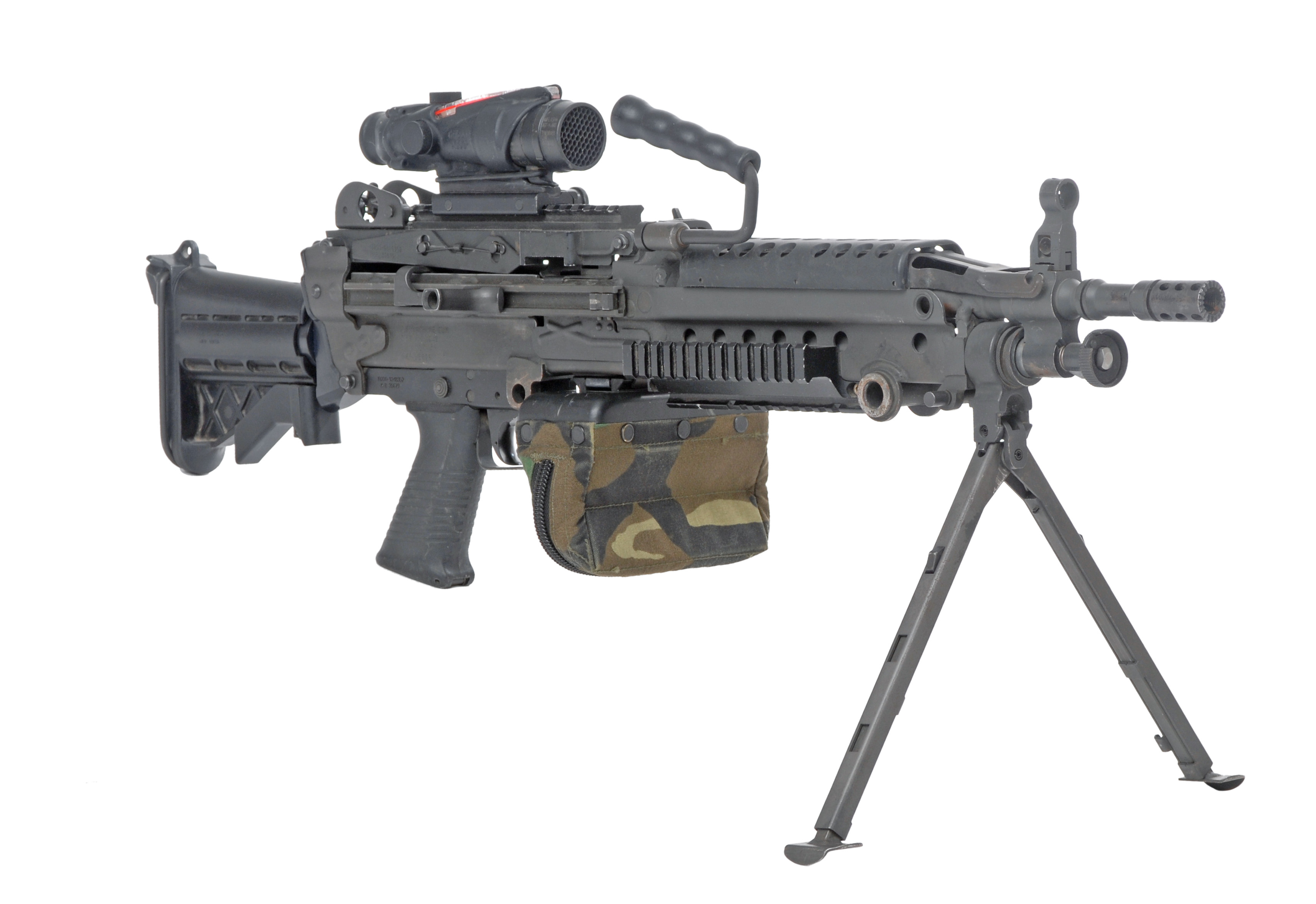
M249 Para